# Поза межами болю (фільм)
«Поза межами болю» — український повнометражний художній фільм за мотивами однойменної повісті видатного українського письменника, доктора філософії (Віденський університет) Осипа Турянського, знятий режисером Ярославом Лупієм 1989 року на кіностудії «Укртелефільм».

## Сюжет
Під час Першої світової війни, взимку 1915 року під атакою троїстого союзу, серби вимушені були покинути рідний край зі всіма своїми бранцями (близько 60 тисяч) — австрійськими вояками та потрапили на так званий «шлях смерті» — засніжений гірський перевал. Від умов, які були в албанських горах, загинуло приблизно 45 тисяч бранців. Раптово, після вбивства конвоїра, 8 полонених що були представниками різних народів Австрійської імперії (українець Осип Турянський був одним із них), змогли відійти трохи вбік від так званого «шляху смерті» і зачаїтися. Вони до цього, виживали 10 днів майже без їжі, охляли та не могли рухатись далі, водночас наближалася морозна ніч.
Вони розпалили багаття щоб зігрітися — у вогонь пішли паперові австрійські гроші не потрібні в горах, дорогоцінна скрипка, але згодом, щоб не замерзнути, у декого виникла думка стягнути одяг і використати як паливо, з найслабшого серед усіх товариша, якого буде визначено шляхом диких танців навколо вогнища — хто перший впаде, той і буде роздягнений. За деякий час, щоб уникнути голодної смерті, в одного із бранців виник задум, що можна вдатися до канібалізму, оскільки один із полонених, вже замерз на смерть. Ці жахливі думки чорним гайворонням кружляли над свідомістю солдатів. У присмерках безнадії, відчаю й нестерпного болю, розігрувалася трагедія людських душ і тіл.

## Актори і ролі
Головні ролі:
- Валентин Троцюк — Оглядівський (полонений, українець)
- Гурам Пірцхалава — Добровський (полонений, українець)
- Михайло Горносталь — Сабо (полонений, угорець)
- Микола Олійник — Ніколич (полонений, чорногорець)
- Костянтин Степанков — Штранцінґер (полонений, австрієць)
- Володимир Левицький — Бояні (полонений, серб)
- Петро Микитюк — Пшилуський (полонений, поляк)
- В епізодах: Анатолій Білий, Степан Донець, Григорій Лупій, Олесь Лупій, Віктор Маляревич, Наталя Моргунова, Барасбі Мулаєв, Дмитро Наливайчук, Олена Пономаренко, М. Салій, Ігор Салій

## Творча група
- Автори сценарію: Ярослав Лупій, Микола Охмакевич
- Режисер-постановник: Ярослав Лупій
- Оператори-постановники: Микола Гончаренко, Ігор Яковлєв
- Художник-постановник: Едуард Колесов
- Композитор: Володимир Губа
- Режисер: А. Кислій
- Звукооператор: Геннадій Чупаков
- Монтажери: Н. Аракелян, Т. Прокопенко
- Художник по костюмах: Л. Жуковська
- Художники по гриму: І. Іванова, О. Глинський
- Художник-декоратор: І. Бєляк
- Оператор комбінованих зйомок: М. Шевчук
- Консультанти: В.Ф. Скуратівський, Є.К. Скобєлєв
- Музичний редактор: Жанна Бебешко
- Редактор: Н. Голик
- Державний симфонічний оркестр кінематографії СРСР, диригент — Костянтин Кримець
- Директор фільму: А. Москалюк

## Виробництво
Фільм знімався у Карпатах. У картині використані матеріали Центрального архіву кінофотофонодокументів УРСР.